# جمعة العلي
جمعة العلي حكم كرة قدم قطري دولي سابق.
و قد حكم في كأس الخليج 1998، وقد أدار مباراة منتخب البحرين لكرة القدم ومنتخب عمان لكرة القدم في 12 نوفمبر 1998.